# أدريان ناستاسه
{{ الحزب الديمقراطي الإجتماعي (1993–حاليًا)#invoke:Unsubst||$B=
}}
أدريان ناستاسه (اللغة الرومانية:Adrian Năstase) (مواليد 22 يونيو 1950) سياسي روماني، كان رئيس وزراء رومانيا في الفترة من ديسمبر 2000 إلى ديسمبر 2004.
كما تنافس كمرشح الحزب الديمقراطي الاجتماعي في الانتخابات الرئاسية عام 2004، لكنه هزم من قبل مرشح تحالف العدالة والحقيقة ترايان باسيسكو.
إدعى بأن لترايان باسيسكو دور بالتأثير على الحُكم، وأشار إلى أنه إذا لزم الأمر، سوف يرفع قضيته إلى المحاكم الأوروبية لحقوق الإنسان.

## روابط خارجية
- أدريان ناستاسه على موقع الموسوعة البريطانية (الإنجليزية)
- أدريان ناستاسه على موقع مونزينجر (الألمانية)